# Seth Weil
Seth Weil (Menlo Park, 9 de marzo de 1987) es un deportista estadounidense que compitió en remo.
Ganó dos medallas en el Campeonato Mundial de Remo en los años 2013 y 2014. Participó en los Juegos Olímpicos de Río de Janeiro 2016, ocupando el séptimo lugar en la prueba de cuatro sin timonel.

## Palmarés internacional
| Campeonato Mundial | Campeonato Mundial       | Campeonato Mundial | Campeonato Mundial |
| Año                | Lugar                    | Medalla            | Prueba             |
| ------------------ | ------------------------ | ------------------ | ------------------ |
| 2013               | Chungju (Corea del Sur)  | Medalla de bronce  | Cuatro sin timonel |
| 2014               | Ámsterdam (Países Bajos) | Medalla de plata   | Cuatro sin timonel |